# 2015년 KBA회장기 전국대학야구대회 추계리그
2015년 KBA회장기 전국대학야구대회 (하계리그)는 2015년 9월 4일부터 9월 22일까지 열렸다. 경성대학교가 건국대학교에게 7-4로 승리하면서 경성대학교가 우승을 차지했다. 최우수선수에는 경성대학교 3루수 이재욱이 선정됐으며, 이재욱은 3홈런으로 홈런상, 10타점으로 타점상도 수상했다.

## 수상
| 우승       | 경성대학교                                      |
| 준우승     | 건국대학교                                      |
| 준결승     | 인하대학교 · 동국대학교                         |
| 최우수선수 | 이재욱 (경성대, 3루수)                          |
| 우수투수상 | 유재협 (경성대, 투수)                           |
| 감투상     | 서덕원 (건국대, 투수)                           |
| 수훈상     | 김명신 (경성대, 투수)                           |
| 타격상     | 김재호 (인하대, 유격수) / (20타수 12안타 0.600) |
| 타점상     | 이재욱 (경성대, 3루수) / 10타점                 |
| 홈런상     | 이재욱 (경성대, 3루수) / 3홈런                  |
| 도루상     | 최현성 (한양대, 중견수) / 3개                   |
| 감독상     | 윤영환 (경성대)                                 |
| 공로상     | 이미순 (경성대)                                 |

## 참조
1. ↑  “경성대, 대학야구 추계리그 우승…이재욱 MVP”. 마이데일리. 2015년 9월 22일.